# Retaule Ceràmic de Sant Roc (Suera)
El retaule ceràmic de Sant Roc, situat al carrer Del Retor, 3, en la façana principal, a nivell del primer pis, a mà esquerra de la balconada, en la localitat de Suera, a la comarca de la Plana Baixa; és un retaule ceràmic catalogat, en la categoria de Espai Etnològic d'Interès Local, com Bé de Rellevància Local, segons la Disposició Addicional Cinquena de la Llei 5/2007, de 9 de febrer, de la Generalitat, de modificació de la Llei 4/1998, d'11 de juny, del Patrimoni Cultural Valencià (DOCV Núm. 5.449 / 13/02/2007), amb codi: 1.
El retaule és obra de Inocencio V. Pérez Guillen, i data de finals del segle xix. El retaule està pintat amb pintura ceràmica policromada vidriada. En ell es presenta a Sant Roc amb vestimenta de pelegrí, amb barret d'ala ampla i aurèola. El sant porta el tirapeu amb la carabassa a la mà esquerra i la mà dreta la usa per aixecar el seu faldó mostrant la nafra de la seva cuixa esquerra. Com sempre la imatge del sant està acompanyada per un gos que porta un pa la boca. La figura del sant s'enquadra en un paisatge amb petits matolls esbossats. Tot el retaule presenta una orla color groc amb una fina línia central en color taronja. El conjunt està format per un total de 9 peces, unes de 20 × 20 i unes altres de 10 x20 centímetres, donant lloc a una composició rectangular de 60 centímetres per 50.
El retaule ceràmic està situat en una fornícula (sense ornamentació) de major grandària que el retaule ceràmic, i coberta en arc molt rebaixat, emplenant-se l'espai sobrant amb restes de taulells blancs.